# Паяла (аеропорт)
Аеропорт Паяла (швед. Pajala Airport (IATA: PJA, ICAO: ESUP)) — аеропорт у селище Паяла, Швеція.

## Авіалінії та напрямки
| Авіакомпанія | Пункт призначення |
| ------------ | ----------------- |
| Jonair       | Лулео             |

## Пасажирообіг
Див. джерело запитів Вікіданих та джерела.

## Наземний транспорт
Аеропорт розташований за 15 км на захід від селища Паяла. 
Є таксі та оренда автомобілів. 
Автобус № 46 Єлліваре – Паяла зупиняється на головній дорозі біля аеропорту, але лише двічі на день.